# Naledi High School
Naledi High School est une école secondaire gouvernementale située au 892 Nape Street à Soweto. L’école a joué un rôle important au début du soulèvement de Soweto en 1976.

## L'histoire
L'école a été fondée en 1963.

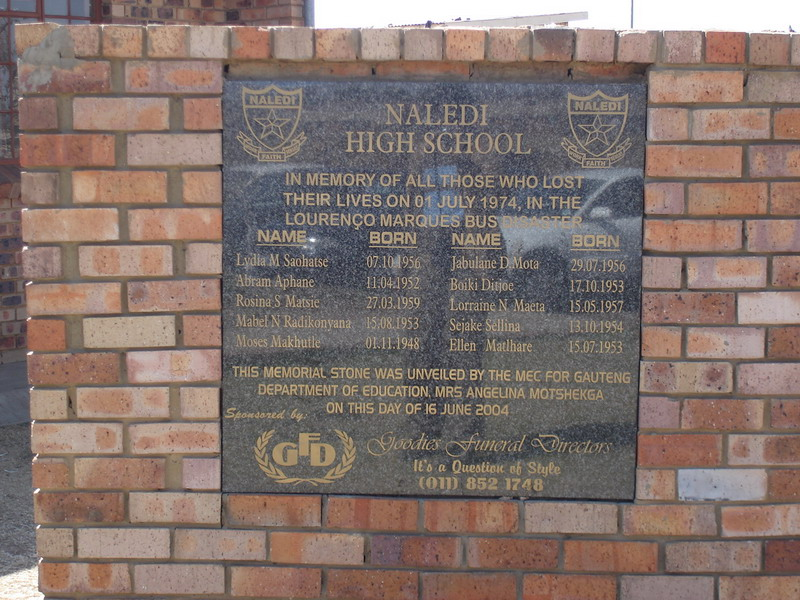
Catastrophe de bus

Le 1er juillet 1974, un accident de bus impliquant un certain nombre d'élèves de l'école et dix personnes ont été tuées. Aujourd'hui, une plaque enregistre la catastrophe de Lourenco Marques Bus et ses victimes dans l'enceinte de l'école. La plaque a été dévoilée trente ans après l'accident de 2009.
Le 8 juin 1976, la police sud-africaine tenta d'arrêter Enos Ngutshane, dirigeant local du Mouvement des étudiants sud-africains. Il avait écrit une lettre de protestation au ministre de l'Éducation pour lui faire savoir que des sujets tels que l'histoire, la géographie et les mathématiques seraient enseignés en afrikaans. La police n'a pas réussi à l'appréhender. La police a été lapidée et une Volkswagen Beetle a été incendiée par les étudiants. Ngutshane n'a été arrêté qu'une semaine plus tard et il était devant le tribunal lorsque l' insurrection de Soweto a commencé. Les élèves s'étaient réunis au lycée Naledi pour se rendre au lycée Morris Isaacson à Jabavu. Le plan était de se rassembler au stade Orlando, mais avant cela, la police est arrivée et les écoliers ont été abattus.
L’école a atteint un taux de réussite de 8%, mais a réussi à le porter à 61% en 2000.

## Anciens élèves
Les anciens élèves notables incluent:
- Enos Ngutshane - Activiste, maintenant manager[1]
- Zanele Mthemb - Directeur principal du département d'éducation du Gauteng[4]
- Frank Chikane - Ancien directeur général de la présidence[4]
- Popo Molefe - Premier ministre du Nord-Ouest[4], Président des conseils d'administration de PRASA, Transnet et PetroSA
- Dan Molefe - Diplomate[4]
- Mike Siluma - Directeur des opérations par intérim de la South African Broadcasting Corporation[4]

## Aujourd'hui
La tête rapporte un taux de réussite d'environ 70% en 2013.
Une plaque a été dévoilée en 2013 par le Maire de Johannesburg, Amos Masondo, pour souligner la contribution de Naledi à Johannesburg Heritage. Enos Ngutshane était également de retour ce jour-là et a fait nommer un point de rassemblement en son honneur.
L'école espère construire un musée sur l'école qui mettrait en vedette la voiture incendiée par les élèves en 1976.